# Convento di Santa Elisabetta del Capitolo

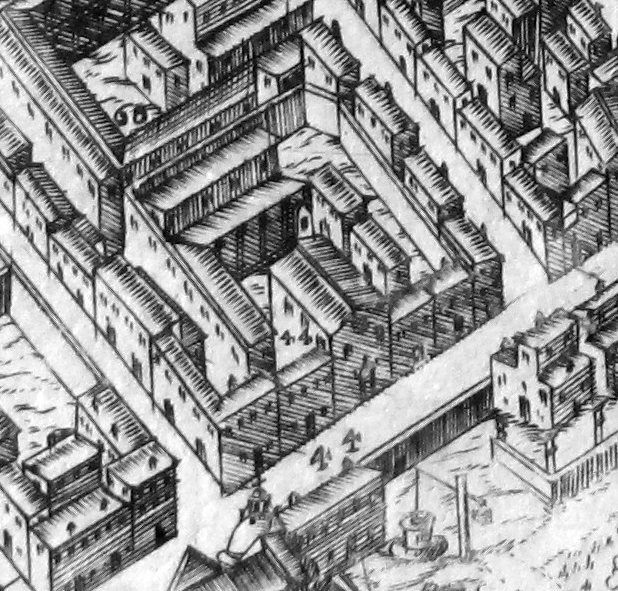
Santa Elisabetta del Capitolo nella pianta del Bonsignori (1594)

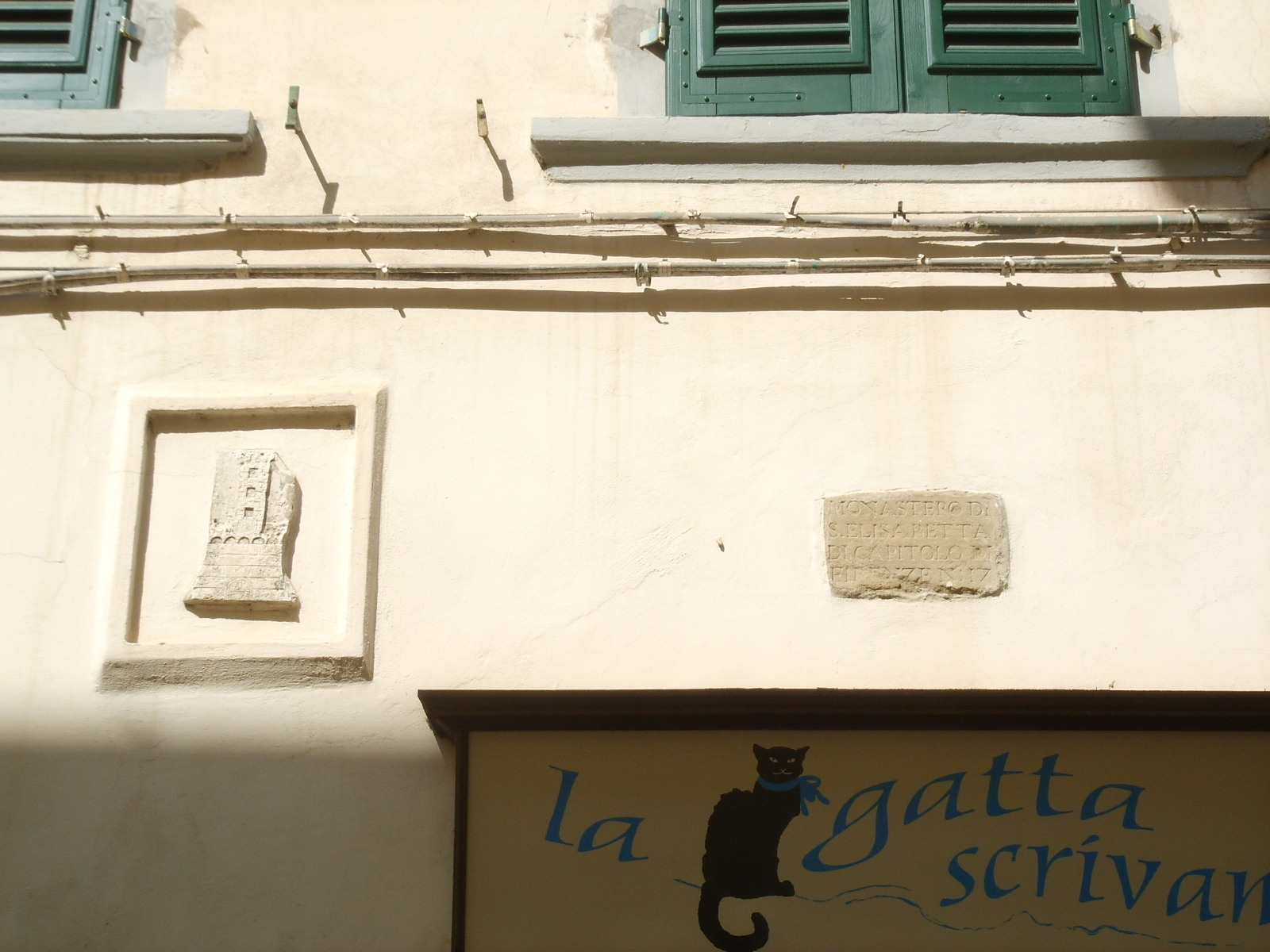
Targa in via San Giuseppe

Il convento di Santa Elisabetta del Capitolo è un'istituzione religiosa scomparsa di Firenze, già situata nell'attuale via San Giuseppe tra Borgo Allegri e via de' Macci, in prossimità del fianco nord della basilica di Santa Croce.

## Storia e descrizione
Il monastero era in realtà un cenobio di laiche, le "pinzochere" del terzo ordine francescano, che avevano cura della basilica di Santa Croce, alla quale accedevano da una porta laterale chiamata proprio "porta delle Pinzochere", oggi murata  e coperta all'esterno da un monumento funebre.
Le pinzochere indossavano un abito di tessuto grezzo non tinto, dal colore terra detto bigio o "bizzo", ottenuto tessendo due diverse coloriture della lana, bianco naturale e nero. Da tale nome derivò "pinzo" e quindi "pinzocchera" o "bizzocchera", il nome popolare con cui erano noti a Firenze. Un po' come le beghine del Nord-Europa, conducevano una vita monastica pur senza aver mai preso i voti. Il loro ritrovo era stato fondato nel 1285 da Arrigo de' Cerchi, fratello della beata Umiliana, ed era una delle tante confraternite di Firenze che animava la vita relisiosa cittadina.
Le pinzochere potevano essere delle ex-donne di malaffare, che decidevano di cambiare vita dedicandosi alla religione, delle vedove, delle "malmaritate" (sposate a uomini che non potevano mantenerle, come i carcerati), oppure delle zitelle. Non potevano comunque avere marito, per cui col nome "bizza" si indicavano spesso le zitelle, e dal loro carattere spesso bisbetico, facile a dare in incandescenza, venne il modo di dire di "fare le bizze", cioè fare come le zitelle.
Per fare le pulizie, le pinzochere accedevano alla basilica di Santa Croce prestissimo la mattina, e il vederle entrare e uscire da quella che era un'istituzione retta da religiosi maschi, i frati francescani, dovette accendere la fantasia del popolo che iniziò a fantasticare su come esse entrassero nel convento anche di notte, e che addirittura esistesse un fantomatico passaggio sotterraneo e segreto tra le due istituzioni. In realtà non risultano condanne presso gli Ufficiali di notte e dei monasteri, incaricati di sorvegliare proprio queste questioni di moralità, ma nel Cinquecento Cosimo I approfittò delle dicerie per far chiudere il ritrovo delle pinzochere, nell'ottica probabilmente di un progetto di riduzione delle confraternite religiose. Da allora le pinzochere vissero presso le famiglie e gli altri monasteri della zona, e ad esse è dedicata la vicina via delle Pinzochere. Nel 1808 si trasferirono qui le ultime donne del monastero di Santa Elisabetta delle Convertite in via dei Serragli. 
La memoria del loro convento è legata, in via San Giuseppe, a una targa che indicava una loro proprietà. Vi si legge:
| MONASTERO DI S.ELISABETTA DI CAPITOLO DI FIRENZE N. 17 |

Il numero si riferisce a un numero di registro dell'edificio, secondo gli inventari già conservati nel monastero stesso.
Nell'Ottocento Giuseppe Giusti, raccogliendo vari luoghi comuni dell'anticlericalismo, scriveva ancora: "Come pinzochera / che il mondo inganna / di dentro Taide / di fuor Susanna".